# Tambour (architecture)
Pour les articles homonymes, voir Tambour.

Tambour octogonal de la coupole de Santa Maria del Fiore à Florence (Filippo Brunelleschi).

En architecture, le terme tambour peut signifier : 
- un tambour de colonne est une assise cylindrique monolithe généralement posé en délit et entrant dans la composition du fût d'une colonne ;
- un mur de plan circulaire, ovale ou polygonal, supportant, à sa base, un dôme ou une coupole[1] ;
- certains tumulus étrusques sont à tambour (de terre ceinturé de pierres) limitant la périphérie du site de la tombe ;
- une porte tambour, constituée d’un tambour cylindrique pouvant être vitré contenant deux portes ou quatre portes rotatives généralement vitrées mobiles sur un axe, une entrée ayant fonction de sas servant à mieux isoler l'intérieur d'un édifice public ;
- un tambour d'église, un sas en bois à l'intérieur formé de deux ou quatre portes battantes en général non face à face, sas placé en entrée latérale de la nef ou par paire à côté des grandes portes du portail ;
- un élément circulaire en bois, ajouré ou formé de panneaux sculptés pleins, placé le plus souvent dans l’angle d’une pièce d’habitation et enveloppant le volume de la cage faisant saillie d’un escalier à vis intérieur pouvant parfois être mobile sur son axe et servir aussi alors de porte (Moyen Âge).

## Illustrations

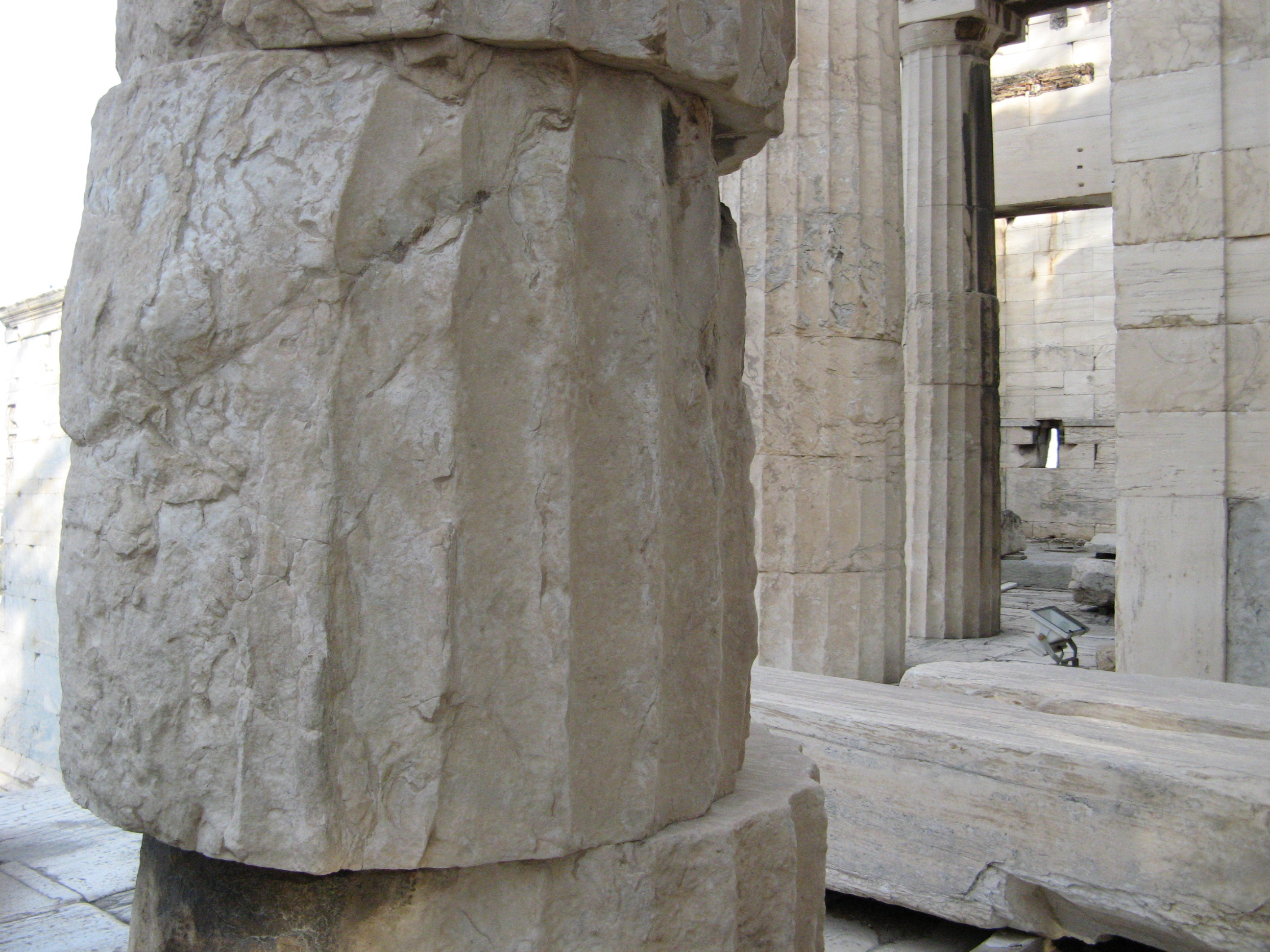
Les fûts des colonnes doriques sur l'acropole d'Athènes sont constituées de plusieurs tambours de marbre empilés.
Schéma d'une coupole à tambour sur pendentif.
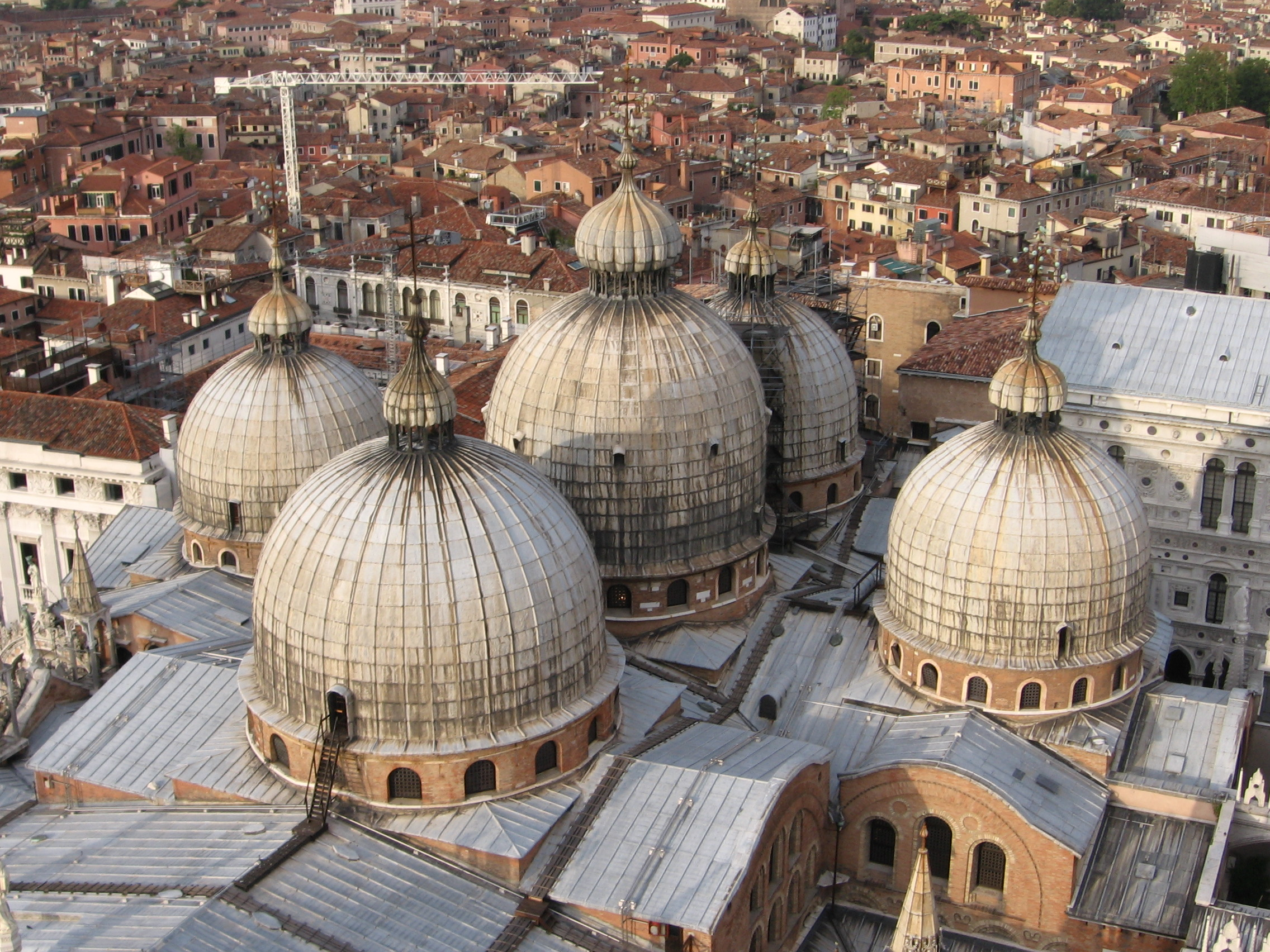
Les cinq coupoles à tambour sur pendentif de la basilique Saint-Marc de Venise (XIe siècle), s'inspirent de l'ancienne église des Saints-Apôtres de Constantinople (VIe siècle).